# Associazione Calcio Cesena 2010-2011
Questa voce raccoglie le informazioni riguardanti l'Associazione Calcio Cesena nelle competizioni ufficiali della stagione 2010-2011.

## Stagione
Nella stagione 2010-2011 il Cesena torna a giocare in A dopo 19 anni pareggiando (0-0) sul campo della Roma: nella giornata successiva, i bianconeri sconfiggono in casa il Milan (2-0). Alla terza giornata, sconfiggendo il Lecce (1-0) il Cesena è in testa alla classifica a pari punti con l'Inter. La giornata seguente, i romagnoli sono sconfitti per la prima volta a Catania (2-0). Nelle successive 6 partite, il Cesena ottiene un solo punto e scende al penultimo posto. La vittoria contro la Lazio alla 11ª giornata non cambia il rendimento che rimane al penultimo posto a dicembre. Le successive affermazioni contro Cagliari e Brescia e il pareggio contro il Genoa fanno uscire i romagnoli dalla zona retrocessione, chiudendo il girone d'andata a 19 punti. Nelle prime sette partite del girone di ritorno, sono fatti soli 3 punti e il Cesena si ritrova al penultimo posto a -4 dalla salvezza. La squadra si risolleva, vincendo contro il Chievo e la Sampdoria e pareggiando contro la Juventus (2-2). Malgrado i buoni pareggi contro la Fiorentina e il Palermo, il Cesena è terzultimo dopo 31 giornate ma le buoni prestazioni si fanno sentire nelle successive partite infatti la squadra totalizza 12 punti nelle ultime 6 partite, frutto di 4 vittorie, e raggiunge la salvezza con un turno di anticipo rispetto alla conclusione del campionato, classificandosi quindicesima con 43 punti. Nella Coppa Italia cesenati subito fuori, superati al Manuzzi (1-3) dal Novara.

## Rosa

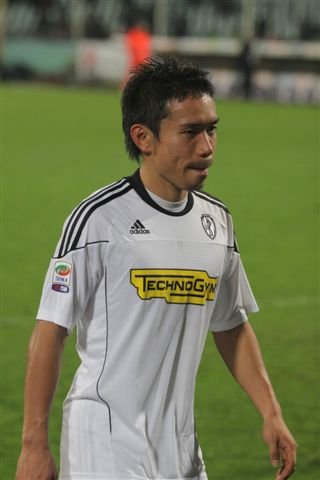
Il neoacquisto estivo Yūto Nagatomo, scoperto dal Cesena, totalizza 16 presenze nel suo unico semestre in Romagna.

| N. |                       | Ruolo | Calciatore                  |
| -- | --------------------- | ----- | --------------------------- |
| 1  | Italia (bandiera)     | P     | Francesco Antonioli         |
| 3  | Argentina (bandiera)  | D     | Maximiliano Pellegrino      |
| 4  | Ghana (bandiera)      | C     | Stephen Appiah              |
| 5  | Giappone (bandiera)   | D     | Yuto Nagatomo               |
| 5  | Brasile (bandiera)    | D     | Felipe Dalbelo              |
| 6  | Italia (bandiera)     | D     | Maurizio Lauro              |
| 7  | Italia (bandiera)     | A     | Ezequiel Schelotto          |
| 7  | Finlandia (bandiera)  | A     | Roope Riski                 |
| 8  | Italia (bandiera)     | C     | Fabio Caserta               |
| 9  | Italia (bandiera)     | C     | Gabriele Paonessa           |
| 10 | Cile (bandiera)       | C     | Luis Antonio Jiménez        |
| 11 | Croazia (bandiera)    | A     | Igor Budan                  |
| 13 | Montenegro (bandiera) | D     | Ivan Fatić                  |
| 14 | Italia (bandiera)     | C     | Giuseppe Colucci (capitano) |
| 15 | Tunisia (bandiera)    | D     | Yohan Benalouane            |
| 16 | Nigeria (bandiera)    | A     | Odion Ighalo                |
| 17 | Francia (bandiera)    | A     | Dominique Malonga           |
| 18 | Italia (bandiera)     | C     | Marco Parolo                |
| 19 | Argentina (bandiera)  | C     | Nicolás Gorobsov            |

| N. |                       | Ruolo | Calciatore           |
| -- | --------------------- | ----- | -------------------- |
| 20 | Paraguay (bandiera)   | C     | David Meza Colli     |
| 22 | Argentina (bandiera)  | A     | Franco Chiavarini    |
| 22 | Finlandia (bandiera)  | C     | Jusu Karvonen        |
| 23 | Italia (bandiera)     | A     | Emanuele Giaccherini |
| 24 | Italia (bandiera)     | C     | Paolo Sammarco       |
| 25 | Svizzera (bandiera)   | D     | Steve von Bergen     |
| 27 | Slovacchia (bandiera) | D     | Martin Petráš        |
| 28 | Brasile (bandiera)    | P     | Diego Cavalieri      |
| 29 | Italia (bandiera)     | D     | Hernan Dellafiore    |
| 30 | Spagna (bandiera)     | A     | Alejandro Rodríguez  |
| 31 | Italia (bandiera)     | D     | Emanuele Fonte       |
| 33 | Italia (bandiera)     | P     | Alex Calderoni       |
| 44 | Italia (bandiera)     | C     | Luigi Piangerelli    |
| 46 | Italia (bandiera)     | D     | Davide Santon        |
| 70 | Albania (bandiera)    | A     | Erjon Bogdani        |
| 77 | Italia (bandiera)     | D     | Luca Ceccarelli      |
| 84 | Italia (bandiera)     | A     | Alessandro Rosina    |
| 86 | San Marino (bandiera) | P     | Aldo Simoncini       |
| 92 | Italia (bandiera)     | P     | Matteo Grandi        |

## Calciomercato

### Sessione estiva(dall'1/7 al 31/8)
| Acquisti | Acquisti               | Acquisti       | Acquisti                         |
| R.       | Nome                   | da             | Modalità                         |
| -------- | ---------------------- | -------------- | -------------------------------- |
| P        | Diego Cavalieri        | Liverpool      | definitivo (0 milioni €)         |
| D        | Steve von Bergen       | Hertha Berlino | svincolato                       |
| D        | Ivan Fatić             | Genoa          | prestito                         |
| D        | Yohan Benalouane       | Saint-Étienne  | definitivo (1,75 milioni €)      |
| D        | Maximiliano Pellegrino | Atalanta       | prestito                         |
| D        | Yūto Nagatomo          | FC Tokyo       | prestito con diritto riscatto    |
| C        | Stephen Appiah         |                | svincolato                       |
| C        | David Meza Colli       | Atromītos      | definitivo (85.000 €)            |
| C        | Fabio Caserta          | Atalanta       | prestito                         |
| C        | Panagiōtīs Tachtsidīs  | Genoa          | prestito                         |
| C        | Nicolás Gorobsov       | Torino         | prestito                         |
| C        | Luis Jiménez           | Ternana        | prestito con diritto di riscatto |
| C        | Ezequiel Schelotto     | Atalanta       | prestito                         |
| A        | Erjon Bogdani          |                | svincolato                       |
| A        | Odion Ighalo           | Udinese        | prestito                         |
| A        | Gabriele Paonessa      | Parma          | prestito                         |
| A        | Igor Budan             | Palermo        | prestito                         |
| A        | Dominique Malonga      | Torino         | comproprietà (750.000 €)         |

| Cessioni | Cessioni           | Cessioni             | Cessioni                 |
| R.       | Nome               | a                    | Modalità                 |
| -------- | ------------------ | -------------------- | ------------------------ |
| P        | Michele Tardioli   |                      | svincolato               |
| D        | Dario Biasi        | Cagliari             | definitivo               |
| D        | Ivan Franceschini  |                      | svincolato               |
| D        | Fabio Cusaro       | Bellaria Igea Marina | definitivo               |
| D        | Massimo Volta      | Parma                | fine prestito            |
| C        | Marco Bonura       |                      | svincolato               |
| C        | Gianluca Segarelli | Alessandria          | definitivo               |
| C        | Guilherme do Prado | Southampton          | prestito                 |
| C        | Giuseppe De Feudis | Torino               | prestito                 |
| A        | José Espinal       | Eupen                | definitivo               |
| A        | Milan Đurić        | Parma                | comproprietà (300.000 €) |
| A        | Cristian Bucchi    | Napoli               | fine prestito            |
| A        | Giuseppe Greco     | Genoa                | fine prestito            |

### Sessione invernale(dal 3/1 al 31/1)
| Acquisti | Acquisti           | Acquisti              | Acquisti                              |
| R.       | Nome               | da                    | Modalità                              |
| -------- | ------------------ | --------------------- | ------------------------------------- |
| P        | Alex Calderoni     | Atletico Roma         | prestito                              |
| P        | Aldo Simoncini     | Bellaria Igea Marina  | definitivo                            |
| D        | Paolo Dellafiore   | Palermo               | prestito                              |
| D        | Felipe             | Fiorentina            | prestito                              |
| D        | Davide Santon      | Inter                 | prestito                              |
| D        | Yūto Nagatomo      | FC Tokyo              | riscatto comproprietà (1,4 milioni €) |
| C        | Paolo Sammarco     | Sampdoria             | prestito                              |
| C        | Jusu Karvonen      | Taranto               | definitivo                            |
| C        | Guilherme do Prado | Southampton           | fine prestito                         |
| A        | Roope Riski        | TPS                   | definitivo                            |
| A        | Alessandro Rosina  | Zenit San Pietroburgo | prestito                              |

| Cessioni | Cessioni           | Cessioni             | Cessioni      |
| R.       | Nome               | a                    | Modalità      |
| -------- | ------------------ | -------------------- | ------------- |
| P        | Diego Cavalieri    | Fluminense           | svincolato    |
| P        | Alex Teodorani     | Bellaria Igea Marina | prestito      |
| D        | Martin Petráš      | Grosseto             | definitivo    |
| D        | Yūto Nagatomo      | Inter                | prestito      |
| C        | Guilherme do Prado | Southampton          | definitivo    |
| C        | Ezequiel Schelotto | Atalanta             | fine prestito |
| A        | Franco Chiavarini  | Zagabria             | prestito      |
| A        | Odion Ighalo       | Udinese              | fine prestito |

## Risultati

### Serie A

#### Girone di andata
| Roma 28 agosto 2010, ore 20:45 CEST 1ª giornata | Roma              | 0 – 0 referto | Cesena | Stadio Olimpico (36.000 circa spett.)\| Arbitro: \| Gava (Conegliano) \| |
| Arbitro:                                        | Gava (Conegliano) |               |        |                                                                          |

| Arbitro: | C. Russo (Nola) |

|                             |           |  |
| Bogdani 31’ Giaccherini 44’ | Marcatori |  |

| Arbitro: | Rocchi (Firenze) |

|             |           |  |
| Bogdani 54’ | Marcatori |  |

| Arbitro: | De Marco (Chiavari) |

|                           |           |  |
| Capuano 23’ Antenucci 58’ | Marcatori |  |

| Arbitro: | Damato (Barletta) |

|            |           |                                                 |
| Parolo 48’ | Marcatori | 71’ Lavezzi 81’ (rig.) Hamsik 88’, 90+2’ Cavani |

| Arbitro: | Rocchi (Firenze) |

|               |           |  |
| Benatia 90+3’ | Marcatori |  |

| Arbitro: | Morganti (Ascoli) |

|             |           |              |
| Bogdani 17’ | Marcatori | 28’ Zaccardo |

| Arbitro: | Doveri (Roma) |

|                         |           |                    |
| Cesar 31’ Théréau 90+1’ | Marcatori | 45+1’ (aut.) Guana |

| Arbitro: | Celi (Campobasso) |

|  |           |               |
|  | Marcatori | 90+2’ Pazzini |

| Arbitro: | Romeo (Verona) |

|                                                    |           |             |
| Del Piero 31’ (rig.) Quagliarella 43’ Iaquinta 87’ | Marcatori | 11’ Jiménez |

| Arbitro: | Orsato (Schio) |

|            |           |  |
| Parolo 85’ | Marcatori |  |

| Arbitro: | Giannoccaro (Lecce) |

|               |           |  |
| Gilardino 59’ | Marcatori |  |

| Arbitro: | De Marco (Chiavari) |

|             |           |                        |
| Bogdani 24’ | Marcatori | 11’ Ilicic 51’ Miccoli |

| Arbitro: | Tagliavento (Terni) |

|            |           |                       |
| Caputo 64’ | Marcatori | 62’ (rig.) G. Colucci |

| Arbitro: | Bergonzi (Genova) |

|  |           |                        |
|  | Marcatori | 31’ Di Vaio 87’ Britos |

| Arbitro: | C. Russo (Nola) |

|                                   |           |                             |
| Eto'o 14’ Milito 15’ Chivu 45'+1’ | Marcatori | 23’ Bogdani 29’ Giaccherini |

| Arbitro: | Mazzoleni (Bergamo) |

|             |           |  |
| Jimenez 17’ | Marcatori |  |

| Arbitro: | Banti (Livorno) |

|          |           |                            |
| Éder 50’ | Marcatori | 33’ Jiménez 41’ Ceccarelli |

| Cesena 9 gennaio 2011, ore 15:00 CET 19ª giornata | Cesena              | 0 – 0 referto | Genoa | Stadio Dino Manuzzi (13.857 spett.)\| Arbitro: \| Gervasoni (Mantova) \| |
| Arbitro:                                          | Gervasoni (Mantova) |               |       |                                                                          |

#### Girone di ritorno
| Arbitro: | Giannoccaro (Lecce) |

|  |           |                       |
|  | Marcatori | 89’ (aut.) Pellegrino |

| Arbitro: | Romeo (Verona) |

|                                         |           |  |
| Pellegrino 45’ (aut.) Ibrahimović 90+3’ | Marcatori |  |

| Arbitro: | Bergonzi (Genova) |

|            |           |               |
| Corvia 11’ | Marcatori | 90+3’ Bogdani |

| Arbitro: | Gervasoni (Mantova) |

|             |           |               |
| Jiménez 31’ | Marcatori | 8’ Maxi López |

| Arbitro: | Celi (Campobasso) |

|                       |           |  |
| Cavani 13’ Sosa 90+1’ | Marcatori |  |

| Arbitro: | Orsato (Schio) |

|  |           |                              |
|  | Marcatori | 41’, 75’ Di Natale 69’ Inler |

| Arbitro: | Tagliavento (Terni) |

|                          |           |                         |
| Crespo 64’ Palladino 89’ | Marcatori | 31’ Rosina 79’ Sammarco |

| Arbitro: | Valeri (Roma) |

|                    |           |  |
| Jiménez 90’ (rig.) | Marcatori |  |

| Arbitro: | Pierpaoli (Firenze) |

|                           |           |                                 |
| Volta 83’ Maccarone 90+2’ | Marcatori | 43’ Parolo 46’, 48’ Giaccherini |

| Arbitro: | Bergonzi (Genova) |

|                               |           |                |
| Jiménez 40’ (rig.) Parolo 80’ | Marcatori | 19’, 35’ Matri |

| Arbitro: | Giannoccaro (Lecce) |

|           |           |  |
| Zarate 2’ | Marcatori |  |

| Arbitro: | Gava (Conegliano) |

|                         |           |                             |
| Jiménez 18’ Caserta 86’ | Marcatori | 35’ Gilardino 69’ Montolivo |

| Arbitro: | Peruzzo (Schio) |

|                       |           |                                |
| Kurtić 5’ Pinilla 36’ | Marcatori | 90+2’ Parolo 90+6’ Giaccherini |

| Arbitro: | N. Stefanini (Firenze) |

|             |           |  |
| Bogdani 48’ | Marcatori |  |

| Arbitro: | Giannoccaro (Lecce) |

|  |           |                             |
|  | Marcatori | 47’ Giaccherini 84’ Malonga |

| Arbitro: | Valeri (Roma) |

|           |           |                      |
| Budan 56’ | Marcatori | 90+1’, 90+5’ Pazzini |

| Arbitro: | Romeo (Verona) |

|  |           |                         |
|  | Marcatori | 54’ Jiménez 84’ Malonga |

| Arbitro: | Celi (Campobasso) |

|                 |           |  |
| Giaccherini 59’ | Marcatori |  |

| Arbitro: | Nasca (Bari) |

|                                    |           |                                |
| Floro Flores 6’, 17’ Palacio 45+1’ | Marcatori | 49’ (rig.) Bogdani 86’ Jimenez |

### Coppa Italia

#### Turni preliminari
| Arbitro: | Gervasoni (Mantova) |

|               |           |                                             |
| Schelotto 44’ | Marcatori | 54’ Rubino 105’ Evola 111’ (rig.) Gigliotti |

## Statistiche di squadra
Statistiche aggiornate al 22 maggio 2011.
| Competizione | Punti | In casa | In casa | In casa | In casa | In trasferta | In trasferta | In trasferta | In trasferta | Totale | Totale | Totale | Totale | Gf | Gs | DR  |
| Competizione | Punti | G       | V       | P       | S       | G            | V            | P            | S            | G      | V      | P      | S      | Gf | Gs | DR  |
| ------------ | ----- | ------- | ------- | ------- | ------- | ------------ | ------------ | ------------ | ------------ | ------ | ------ | ------ | ------ | -- | -- | --- |
| Serie A      | 43    | 19      | 7       | 5       | 7       | 19           | 4            | 5            | 10           | 38     | 11     | 10     | 17     | 38 | 50 | −12 |
| Coppa Italia | -     | 1       | 0       | 0       | 1       | 0            | 0            | 0            | 0            | 1      | 0      | 0      | 1      | 1  | 3  | −2  |
| Totale       | -     | 20      | 7       | 5       | 8       | 19           | 4            | 5            | 10           | 39     | 11     | 10     | 18     | 39 | 53 | −14 |

### Andamento in campionato
| Giornata  | 1  | 2 | 3 | 4 | 5  | 6  | 7  | 8  | 9  | 10 | 11 | 12 | 13 | 14 | 15 | 16 | 17 | 18 | 19 | 20 | 21 | 22 | 23 | 24 | 25 | 26 | 27 | 28 | 29 | 30 | 31 | 32 | 33 | 34 | 35 | 36 | 37 | 38 |
| --------- | -- | - | - | - | -- | -- | -- | -- | -- | -- | -- | -- | -- | -- | -- | -- | -- | -- | -- | -- | -- | -- | -- | -- | -- | -- | -- | -- | -- | -- | -- | -- | -- | -- | -- | -- | -- | -- |
| Luogo     | T  | C | C | T | C  | T  | C  | T  | C  | T  | C  | T  | C  | T  | C  | T  | C  | T  | C  | C  | T  | T  | C  | T  | C  | T  | C  | T  | C  | T  | C  | T  | C  | T  | C  | T  | C  | T  |
| Risultato | N  | V | V | P | P  | P  | N  | P  | P  | P  | V  | P  | P  | N  | P  | P  | V  | V  | N  | P  | P  | N  | N  | P  | P  | N  | V  | V  | N  | P  | N  | N  | V  | V  | P  | V  | V  | P  |
| Posizione | 11 | 4 | 1 | 6 | 10 | 16 | 12 | 17 | 18 | 19 | 19 | 19 | 19 | 18 | 18 | 19 | 18 | 17 | 17 | 17 | 18 | 18 | 18 | 19 | 19 | 19 | 18 | 17 | 17 | 17 | 18 | 18 | 17 | 15 | 16 | 16 | 16 | 16 |

Legenda:

Luogo: C = Casa; T = Trasferta. Risultato: V = Vittoria; N = Pareggio; P = Sconfitta.